# Kirkoswald, Skottland
Kirkoswald är en by i South Ayrshire, Skottland. Byn är belägen 6,5 km 
från Maybole. Orten har 196 invånare (1991).